# オンリー・ユー (プラターズの曲)
「オンリー・ユー」（原題：Only You (And You Alone)）は、1955年にアメリカのコーラス・グループ、プラターズが発表した楽曲。後に元ビートルズのリンゴ・スターを含む多くのアーティストによってカバーされた。

## 解説
音楽マネージメント会社を経営しA&Rを行っていたバック・ラムは、フェデラル・レコードのラルフ・バスからヒット曲が出るようなグループに育ててほしいとプラターズを託された。当時ラムは自分が書いた曲を歌ってくれるグループを探しており、ヴォーカリストのトニー・ウィリアムズの声は理想的であった。女性ヴォーカリストのゾラ・テーラーを加えるなどメンバーの入れ替えをし、「オンリー・ユー」など数曲を録音した。しかしフェデラル側は出来に満足せず、リリースされなかった。
1955年、プラターズはマーキュリー・レコードへ移籍すると、「オンリー・ユー」を再び録音した。この曲はシングルで発売され、ビルボードR&Bチャートでは7週連続1位を、全米ポップチャート（Billboard Hot 100）でも5位を記録し、ミリオンセラーとなる、グループにとって初のヒットとなった。この人気に乗じてフェデラルもお蔵入りしていた音源をシングルで発売したが、こちらがチャートインすることはなかった。
1956年3月21日、ミュージカル映画『ロック・アラウンド・ザ・クロック』が公開され、プラターズはアーニー・フリーマン・コンボを従えて「オンリー・ユー」と「ザ・グレート・プリテンダー」を歌唱した。「オンリー・ユー」はBMI賞を受賞し、1999年にグラミーの殿堂入りを果たした。

## リンゴ・スターによるカバー
1974年、アルバム『グッドナイト・ウィーン』のレコーディングをしていたリンゴ・スターは、アルバム・タイトル曲を提供してくれたジョン・レノンの提案でこの曲をカバーすることにした。ベーシック・トラックはアルバム『心の壁、愛の橋』のレコーディング・セッション中だったレノンがセッション・メンバーと共にレコード・プラント・イーストで録音し、スターに送った。このテープを受け取ったプロデューサーのリチャード・ペリーがスターのリード・ボーカルやドラム、ビリー・プレストンのエレクトリック・ピアノをオーバー・ダビングして完成させた。
このバージョンは11月11日にアメリカで先行シングルとしてとしてリリースされ、ビルボードベストセラーチャートで6位、1975年初頭にはイージーリスニングチャートで1位となった。 イギリスでは11月15日にリリースされ、チャートでは26位を記録した。

## その他のアーティストによるカバー
- 1955年、白人コーラス・グループ、ヒルトッパーズはドット・レコードからシングルとしてリリース。このバージョンも人気を博し、ビルボード・ホット100では8位、全英ではオリジナルを凌ぐ3位を記録した[6]。
- 1955年、ルイ・アームストロングはシングル「モーメント・トゥ・リメンバー」のカップリング曲としてリリースした。なお、このバージョンは1994年のアメリカ映画『 オンリー・ユー』で使用された[7]。
- 1956年にウェールズの歌手、マルコム・ヴォーンが録音し、シングルとしてリリースした。
- 1956年4月、日本の歌手、雪村いづみが録音、フランク永井の「16トン」とカップリング、SPレコードでリリースした。
- 1956年8月、ハリー・ダグラスを中心としたアメリカのゴスペル・ヴォーカル・グループ、ディープ・リヴァー・ボーイズ がアルネ・ベンディクセンのオーケストラと一緒にオスロで録音し、SPレコードでリリースした。
- 1957年、イタリアの歌手、ジーノ・ラティーヤがシングル「ケセラセラ」のカップリングとして「Solo tu」というイタリア語版を発表した。
- 1957年、アメリカのバンドマスター、ジョニー・オーティスが率いるバンド、ジョニー・オーティス・アンド・ヒズ・オーケストラが録音し、アルバム『Rock ’n Roll Hit Parade Volume 1』に収録した。
- 1957年、イタリアの歌手、ジョニー・ドレッリは1957年にこの曲を録音し、4曲入りEPとしてリリースした。
- 1957年、カール・パーキンスはアルバム『ダンスアルバム』に収録した。
- 1958年、オーストラリアのコーラス・グループ、モンテ・カルロスは「So wie Du」というラルフ・マリア・シーゲルによって書かれたドイツ語版のシングルを発表した。このドイツ語版は、1974年にイギリスの歌手、ギャビン・デュ・ポーターもシングルでリリースした。
- 1959年4月、フランク・プゥルセルがインストゥルメンタル・バージョンでシングルをリリースした。ビルボード・ホット100で16週目に9位[8]、カナダのCHUMヒットパレードでは3位[9]、ビルボードのホットR&Bサイドでは18位を獲得し[10][11]、500万枚以上を売り上げた[12]、最も成功したカバーとなった。
- 1962年2月、アメリカの歌手、ブレンダ・リーはアルバム『シンシアリィ』でこの曲をカバーした。
- 1959年、ベネズエラの歌手、アルフレド・サドルはアルバム『カンタ・アルパ』でカバーした。
- 1963年、イギリスのクラリネット奏者、アッカー・ビルクがインストゥルメンタル・ナンバーとしてシングルをリリース、全米チャート77位を記録した[13]。
- 1964年8月、リトル・リチャードがアルバム『Little Richard Is Back (And There's a Whole Lotta Shakin' Goin' On!)』に収録した。
- 1965年11月、スウェーデンのロック・バンド、ヘップ・スターズが1965年のライブ・アルバム『ヘップ・スターズ・オン・ステージ』でカバーした。
- 1967年、アルゼンチンのボーカル・グループ、ロス・シンコ・ラティーノス はアルバム『ボウラー』でこの曲をスペイン語版「Solamente Tú」でカバーした。
- 1969年、元ライチャス・ブラザーズのボビー・ハットフィールドはこの曲をソロ・シングルとしてリリースし、ビルボード・ホット100で95位を記録した[14]。
- 1969年9月、日本のコーラス・グループ、ザ・キング・トーンズはアルバム『愛のノクターン』で、ステージでの定番だったこの曲を収録した。なお、このバージョンは2001年の日本映画『ウォーターボーイズ』で使用された。
- 1970年、アメリカのシンガーソングライター、ロイ・オービソンは、アルバム『ザ・ビッグ・オー』にアート・ムーヴメント[注釈 6]をともなって録音したこの曲を収録した。
- 1972年、エンフィールド出身のイギリス人歌手、ジェフ・コリンズはシングルとしてリリースした。ヨーロッパで人気があり、イギリスのチャートで40位まで上昇し、8週間チャートインした[15]。
- 1973年、ノルウェーの歌手、スタイン・インゲブリクセンがこの曲のノルウェー語版『Bare du』でノルウェーのチャートVG-listaで1位を獲得した[16]。 作詞はレコード・プロデューサー、アルヴェ・シグヴァルドセン。1975年にはドイツ語版「So wie du」もリリースしている。
- 1976年、アメリカのソウル・グループ、スタイリスティックスがアルバム『ワンス・アポン・ア・ジューク・ボックス』でカバーした。
- 1979年、イギリスのポップ・バンド、チャイルドはこの曲をシングルとしてリリースし、全英チャートで33位を記録した[17]。
- 1981年、アメリカのカントリー歌手、リーバ・マッキンタイアはアルバム『ハート・トゥ・ハート』でカバーし、全米カントリー音楽チャートで13位のヒットを記録した。
- 1983年、イタリアの歌手、ミーナ・マッツィーニはアルバム『ミーナ25』でカバーした。
- 1986年、スタットラー・ブラザーズはアルバム『フォー・フォー・ザ・ショー』でこの曲をカバーした。彼らのバージョンはシングルとしてもリリースされ、ビルボード・ホット・カントリー・シングル・チャートで36位を記録した。この曲のミュージック・ビデオはナッシュビル郊外のテーマパーク、オプリーランドUSAで撮影された。
- 1987年、メキシコ人歌手、ルイス・ミゲルはアルバム『ソイ・コモ・キエロ・セル』で「Solo Tú」というタイトルでこの曲をカバーした。
- 1993年、アメリカ映画『ホット・ショット (Hot Shots!)』で、元ヒューズ・コーポレーションのケニー・ジェームスが歌ったバージョンが使われた[18]。
- 1993年、アメリカ映画『ハネムーンは命がけ(So I Married an Axe Murderer)』で、ハリエット役のナンシー・トラヴィスが歌った[19]。
- 1995年、アメリカ映画『スティーブ・マーティンのSGT.ビルコ/史上最狂のギャンブル大作戦 (Sgt. Bilko)』で、カントリー歌手のトラヴィス・トリットが歌ったバージョンが使われた[20]。
- 1995年、香港映画『チャイニーズ・オデッセイ (西遊記之月光寶盒)』で、三蔵法師役のロー・カーインが歌った[21]。
- 1996年、イギリスの俳優、ジョン・アルフォードが「ブルー・ムーン」とのダブルA面として録音し、全英チャートで9位を記録した。
- 1996年、アメリカのカントリー歌手、トラヴィス・トリットはシングルとしてリリース、全米カントリー音楽チャートで51位を記録した。
- 1998年、日本の俳優、唐沢寿明が第一生命「新しい保険U」のCM で歌詞の朗読するとともに出だし部分を歌った。
- 2001年8月、日本のシンガーソングライター、スガシカオが11枚目のシングル「8月のセレナーデ」のカップリング曲としてカバーした。
- 2004年、アメリカの歌手、ハリー・コニック・ジュニアがアルバム『オンリー・ユー』でカバーした。
- 2006年、アメリカのソウル・シンガー、ダイアナ・ロスは、アルバム『アイ・ラヴ・ユー』でこの曲をカバーした。
- 2006年、アメリカのジャズ・シンガー、スティーヴィー・ホランドは、アルバム『More Than Words Can Say』でこの曲をカバーした。
- 2006年、アメリカのカントリー歌手、ダグ・ストーンは、アルバム『イン・ア・ディファレント・ライト』でこの曲をカバー、シングルもリリースした。
- 2007年2月、フランスの男女ユニット、ゼブラヴィルはTOYOTA「プリウス」のTVCMで使われたこの曲のカバーをアルバム『オンリー・ユー』に収録した[22]。
- 2007年、アメリカ映画『アルビン 歌うシマリス3兄弟 ( Alvin and the Chipmunks)』で、アルビンとチップマンクスが歌ったバージョンが使われた[23]。
- 2009年、フィリピン系アメリカ人俳優兼歌手のサム・ミルビーがフィリピンのドラマシリーズ「Only You」のオープニングテーマとしてカバーした。
- 2010年、アメリカのロック・バンド、トレインもこの曲をカバーする録音を行った。
- 2011年に発売されたオープンワールド・ゲーム『バットマン アーカム・シティ(Batman: Arkham City)』のエンドクレジットで、ジョーカー役のマーク・ハミルがアカペラで歌っている。
- 2014年、日本のシンガーソングライター、おおはた雄一がサッポロビール「サッポロクラシック」のTV-CMでカバーを歌った。

## 映画・ゲームでのオリジナル版の使用
- 1973年 –『アメリカン・グラフィティ』（American Graffiti：アメリカ映画）[24]
- 1989年 –『ローズ家の戦争』（The War of the Roses ：アメリカ映画）[25]
- 1990年 –『MR.デスティニー』（Mr. Destiny ：アメリカ映画）[26]
- 1990年 –『ル・コミケ』（Le comiche ：イタリア映画）
- 2015年に発売されたオープンワールド・ゲーム『バットマン アーカム・ナイト(Batman: Arkham Knight)』で使われている。
- 2018年に発売されたファーストパーソン・シューティングゲーム『Far Cry 5』に登場するジェイコブ・シードがマインドコントロールを行うときに用いるオルゴールからこの曲が流れる。

## 日本におけるCMでのオリジナル版の使用
- 三菱自動車「ミニカエコノ」TV-CM（1984年）
- ダイヤ建設「ザ・タワー・グランディア」TV-CM（2001年）
- 日清食品「カップヌードル」TV-CM（2003年）
- マイナビ「マイナビ転職」TV-CM（2018年）